# Kulturno umjetničko društvo Tena
Rad Kulturno-umjetničkog društva "Tena" temelji se na bogatoj folklornoj tradiciji Slavonije i samog grada Đakova. 

## Povijest
Osnovano je 10. svibnja 1985. godine, a kulturni umjetnički i socijalni program rada društva usmjeren je prema osnovnim principima glazbenog scenskog amaterizma te organiziranog edukativnog okupljanja i uvježbavanja mladih ljudi iz Đakova i okolice. Nadalje osnovica rada društva očuvanje je folklorne tradicije naročito Slavonije ali i ostalih područja Hrvatske, te usmjeravanje mladih ljudi da uoče i prihvate vrijednosti tradicionalnog u novom načinu života. Član su CIOFF-a (Conseil International des Organisations de Festivals de Folklore et d'Arts Traditionnels).

## Rad društva
Sve plesne koreografije bazirane su na običajima, pjesmama i plesovima te tradicijskim instrumentima pojedinog područja. Dobra plesačka tehnika, izražajno pjevanje i virtuozno sviranje uz živopisne izvorne nošnje svojstva su ovog ansambla. Dvosatni program sastavljen je od folklora svih četiriju folklornih regija (Panonske, Alpske, Dinarske i Jadranske) koje postoje u Hrvatskoj.

## Članovi
KUD broji više od 300 aktivnih članova u više folklornih i tamburaških grupacija:
Tamburaški orkestar, Dječje folklorne sekcije ("Dukati", "Pčelice", "Zvončići"), Starija folklorna skupina ("Slavonske Kraljice"), Muška pjevačka grupa ("Bećarine")

## Sudjelovanja na festivalima
Italija, Aviano 1997.; Španjolska, Luanco 1998.; Bugarska, Veliko Tarnovo 1999.; Nizozemska 20000.; Belgija 2001.; Portugal 2002.; Grčka 2003.; Meksiko, Zacatecas 2003.; Egipat, Ismailia 2004.; Finska, Hollola, Lahti 2005.; Italija, Russi (Ravenna) 2005.; Poljska 2007.; Italija, Pellaro (Calabria) 2008.; Makedonija 2009.; Kina, Lanzhou & Hangzhou 2009.; Belgija 2010.; Poljska, Swidnica 2010.; Finska, Hollola, Lahti 2011.